# 애시드 마더즈 템플
애시드 마더즈 템플(Acid Mothers Temple & the Melting Paraiso U.F.O.)은 1995년 결성된 일본의 사이키델릭 록 밴드이다. 기타리스트 카와바타 마코토가 이끌고 있다.

## 역사
카와바타는 극도의 싸이키델릭 뮤직을 추구하며 밴드를 결성했다. 그들은 프로그레시브 록 카를하인츠 슈토크하우젠 크라우트록 등의 영향을 많이 받았다. 카세트로 음원들을 발매하다가 97년말에 인디 레이블 PSF를 통해 CD로 앨범을 발매하고 98년부터 해외 투어도 시작했다.
그들은 AMT를 유지하면서 사이드 밴드를 만들어나갔는데 니시니혼, 츠루바미 등이 그 밴드들이다. AMT는 북미와 유럽 투어를 진행했으며 사우스 바이 사우스웨스트에서는 최고의 공연중 하나로 꼽히기도 했다.

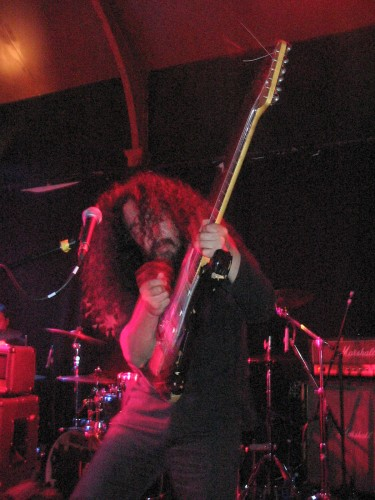
카와바타 마코토, AMT의 2005년 런던 공연 중

가와바타는 카와바타 마코토와 마더즈 오브 인베이전이라는 밴드를 통해 재즈적인 접근도 시작했다.
밴드 성가족에서 함께 연주했던 요시다 타츠야와 함께 AMT(mode HHH)로 활동했고 곧 이름을 AMT SWR로 바꾸어 앨범을 발매한다.  공 (밴드)의 멤버와 협력하여 로열 페스티벌 홀에서 애시드 마더즈 공으로 공연했다.
2005년엔 AMT 결성 10주년을 기념하여 AMT와 코즈믹 인페르노가 결성되었다. 그런가하면 AMT SWR도 계속 공연을 다녔으며 AMT와 인크레더블 스트레인지 밴드를 결성하기도 한다. 2006년엔 구루 구루의 마니 노이마이어와 함께 애시드 마더즈 구루구루를 결성했다.
AMT는 2002년부터 자신의 이름을 딴 페스티발을 열고 있다.